# The Will to Kill
The Will to Kill är det amerikanska death metal-bandet Malevolent Creations åttonde studioalbum, utgivet den 11 november 2002 av Arctic Music Group och Nuclear Blast.
Det finns två stycken olika omslag till detta album, den europeiska har ett omslag och den amerikanska har ett annat. Emetic Records släppte albumet på vinyl med det amerikanska omslaget. James Murphy gjorde ett gitarrsolo på låten "Assassin Squad" och Shawn Ohtani gjorde ett gitarrsolo på låten "All that Remains".

## Låtförteckning
1. "The Will to Kill" – 3:58
2. "Pillage and Burn" – 2:21
3. "All That Remains" – 3:55
4. "With Murderous Precision" – 3:49
5. "Lifeblood" – 3:31
6. "Assassin Squad" – 3:05
7. "Rebirth of Terror" – 3:34
8. "Superior Firepower" – 3:34
9. "Divide and Conquer" – 4:58
10. "The Cardinal's Law" – 5:18
11. "Burnt Beyond Recognition" – 3:30

- Text: Kyle Symons (spår 1, 3–5, 7, 9, 10), Rob Barrett (spår 2, 6, 8, 11)
- Musik: Phil Fasciana (spår 1, 3–5, 7–10), Rob Barrett (spår 2, 6, 8, 11), Gordon Simms (spår 8)

## Medverkande
Musiker (Malevolent Creation-medlemmar)
- Kyle Symons – sång
- Phil Fasciana – gitarr
- Rob Barrett – gitarr
- Gordon Simms – basgitarr
- Justin Di Pinto – trummor

Bidragande musiker
- James Murphy – sologitarr ("Assassin Squad")
- Shawn Ohtani – sologitarr ("All that Remains")

Produktion
- Malevolent Creation – producent
- Shawn Ohtani – ljudtekniker
- Jean-Francois Dagenais – ljudmix
- Bernard Belley – mastering
- Robert Cardenas – omslagsdesign
- Travis Smith – omslagskonst